# Gyönyörű kolibri
A gyönyörű kolibri (Calothorax pulcher)  a madarak osztályának sarlósfecske-alakúak (Apodiformes)  rendjébe és a kolibrifélék (Trochilidae) családjába tartozó faj.

## Rendszerezése
A fajt John Gould angol ornitológus írta le 1859-ben.

## Előfordulása
Mexikó déli részén honos. A természetes élőhelye szubtrópusi és trópusi száraz erdők és cserjések.

## Megjelenése
Testhossza 9 centiméter, testtömege 2,6–3,1 gramm.

## Életmódja
Nektárral táplálkozik.

## Külső hivatkozások
- Képek az interneten a fajról
- Xeno-canto.org